# Assemblea generale dell'Impero ottomano
L'Assemblea Generale (in turco Meclis-i Umumî (traslitterazione francese: "Medjliss Oumoumi") o Genel Parlamento; in francese Assemblée Générale) è stato il primo tentativo di democrazia rappresentativa da parte del governo dell'Impero ottomano. 
Conosciuto anche come Parlamento ottomano (francese: Parlement Ottoman), si trovava a Costantinopoli (Istanbul) ed era composto da due camere: una camera alta (Senato, Meclis-i Âyân) e una camera bassa (Camera dei Deputati, Meclis-i Mebusân).
L'Assemblea Generale fu costituita per la prima volta il 23 dicembre 1876 e durò inizialmente fino al 14 febbraio 1878, quando fu sciolta dal sultano Abdul Hamid II. 
Come risultato della Rivoluzione dei Giovani Turchi, che ha portato riforme sostanziali e una maggiore partecipazione dei partiti politici, l'Assemblea generale è stata ripresa 30 anni dopo, il 23 luglio 1908, con la seconda era costituzionale. La Seconda Era Costituzionale terminò l'11 aprile 1920, quando l'Assemblea Generale fu sciolta dagli Alleati durante l'occupazione di Costantinopoli all'indomani della Prima Guerra Mondiale.
Molti membri del dissolto parlamento ottomano di Costantinopoli, divennero in seguito membri della Grande Assemblea Nazionale della Turchia ad Ankara, istituita il 23 aprile 1920, durante la guerra d'indipendenza turca.

## Galleria d'immagini

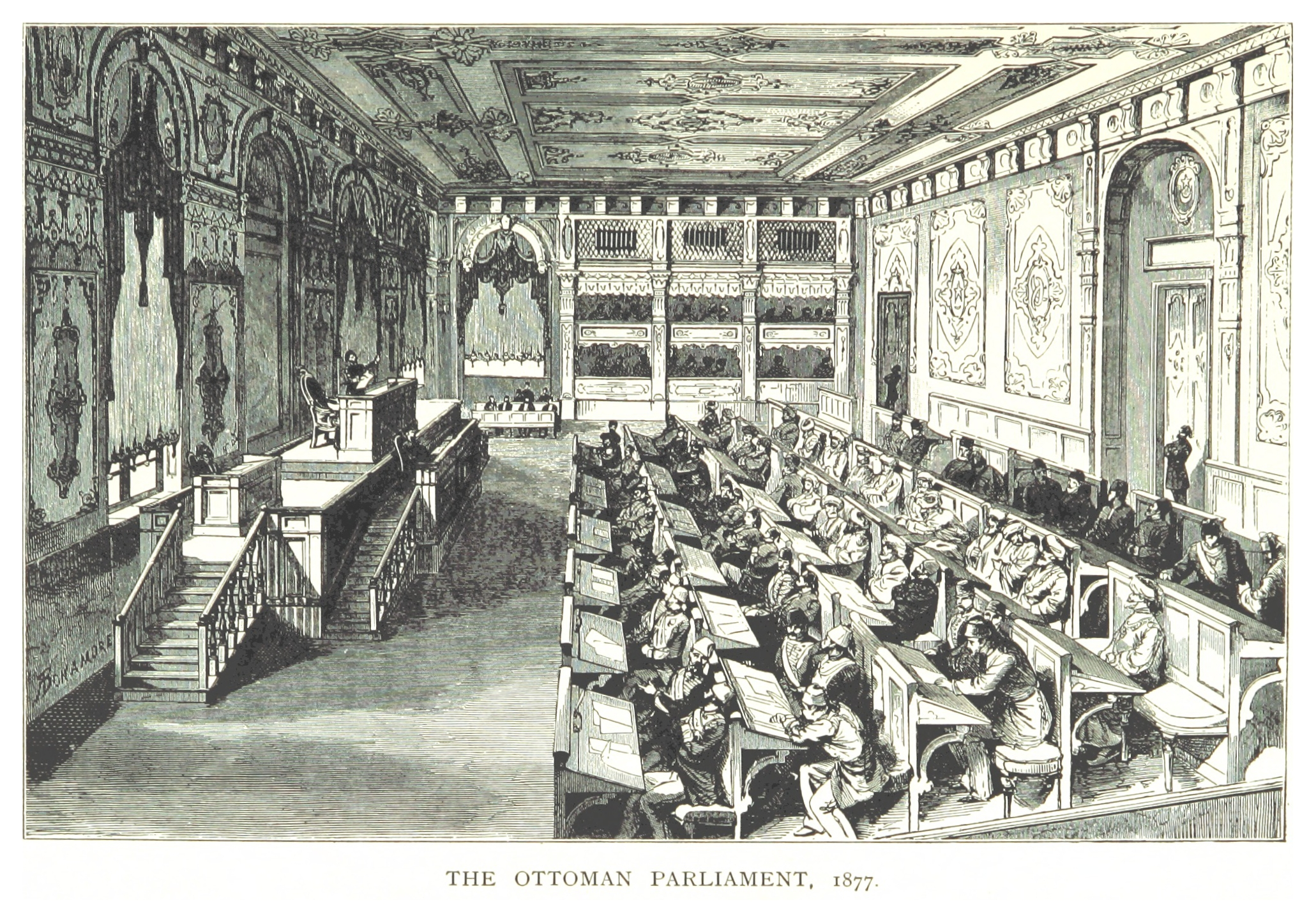
Il Parlamento ottomano nel 1877
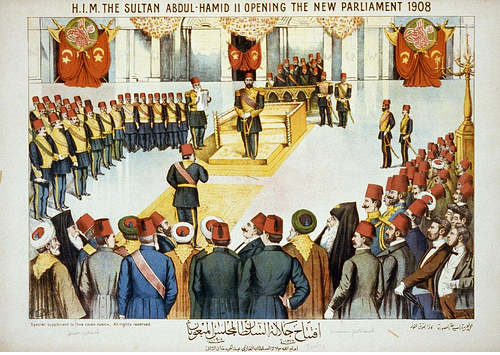
Una cartolina raffigurante l'apertura del nuovo Parlamento nel 1908
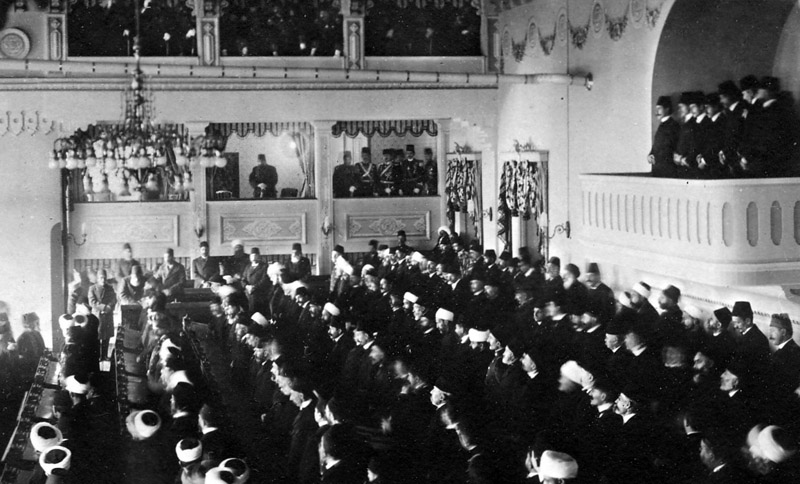
Il Parlamento ottomano nel 1908
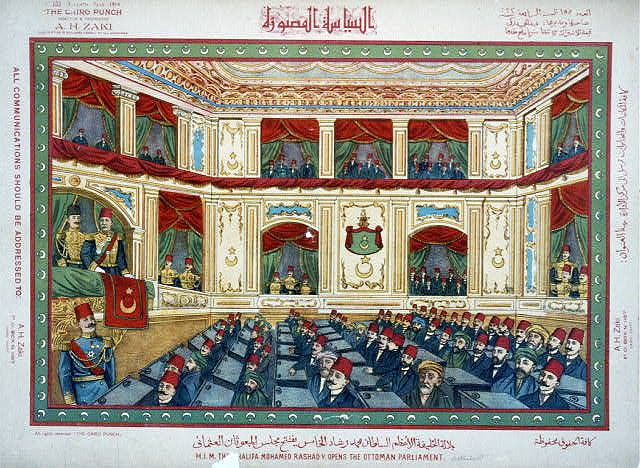
Una cartolina raffigurante una riunione del Parlamento nel 1914